# Madden NFL 13
Madden NFL 13 è un videogioco di football americano, pubblicato da EA Sports e sviluppato da EA Tiburon EA Chief Creative. La copertina raffigurerà Calvin Johnson, wide receiver dei Detroit Lions.

## Nuove funzionalità
Madden NFL 13 riprende alcune delle novità introdotte con il capitolo precedente ridefinendone l'intelligenza artificiale, numerosi dettagli di gioco ed introducendo 200 nuove scene d'intermezzo.
Le novità toccano anche la grafica, che includerà un gran numero di nuove animazioni. Tra le novità principali spiccano nuove traiettorie e diverse velocità della palla che amplificano la dimensione dell'area di gioco effettiva. Sono state anche migliorate le animazioni di lancio ed introdotte ben 430 animazioni di ricezione, che corrisponde al momento principale nella maggior parte delle azioni.

## Trailer
Il trailer è stato ufficialmente pubblicato il 4 giugno 2012